# 제레미 퀘스트
제레미 퀘스트(Jeremy Quest)(1995년 7월 3일 ~, 본명: 정진욱)는 대한민국의 힙합 래퍼 겸 프로듀서이다.

## 학력
- 고려대학교